# Eleições autárquicas portuguesas de 2009 no distrito de Castelo Branco
| Eleições autárquicas portuguesas de 2009 Distritos: Aveiro \| Beja \| Braga \| Bragança \| Castelo Branco \| Coimbra \| Évora \| Faro \| Guarda \| Leiria \| Lisboa \| Portalegre \| Porto \| Santarém \| Setúbal \| Viana do Castelo \| Vila Real \| Viseu \| Açores \| Madeira |

## Resultados por Concelho
Os resultados nos Concelhos do Distrito de Castelo Branco foram os seguintes:

### Belmonte

#### Câmara Municipal
| Partido                 | Partido                        | Votos | %               | +/-  | Vereadores | +/-     |
| ----------------------- | ------------------------------ | ----- | --------------- | ---- | ---------- | ------- |
|                         | Partido Socialista             | 2 144 | 49,69 / 100,00  | 2,85 | 3 / 5      | Estável |
|                         | Partido Social Democrata       | 1 314 | 30,45 / 100,00  | -    | 2 / 5      | -       |
|                         | Coligação Democrática Unitária | 288   | 6,67 / 100,00   | 2,50 | 0 / 5      | Estável |
|                         | Partido da Terra               | 201   | 4,66 / 100,00   | -    | 0 / 5      | -       |
|                         | Bloco de Esquerda              | 112   | 2,60 / 100,00   | 0,69 | 0 / 5      | Estável |
|                         | CDS – Partido Popular          | 66    | 1,53 / 100,00   | -    | 0 / 5      | -       |
|                         | Partido Trabalhista Português  | 43    | 1,00 / 100,00   | Novo | 0 / 5      | Novo    |
| Votos Inválidos         | Votos Inválidos                | 147   | 3,41 / 100,00   | 0,20 |            |         |
| Total                   | Total                          | 4 315 | 100,00 / 100,00 |      | 5 / 5      |         |
| Eleitorado/Participação | Eleitorado/Participação        | 6 618 | 65,20 / 100,00  | 8,82 |            |         |

| Freguesia        | %     | %     | %    | %    | %    | %    | %    | Votantes |
| Freguesia        | PS    | PSD   | CDU  | MPT  | BE   | CDS  | PTP  | Votantes |
| ---------------- | ----- | ----- | ---- | ---- | ---- | ---- | ---- | -------- |
| Belmonte         | 44,77 | 32,14 | 8,77 | 5,66 | 2,55 | 1,53 | 0,40 | 1 767    |
| Caria            | 50,40 | 28,80 | 6,72 | 5,93 | 2,93 | 1,42 | 0,79 | 1 264    |
| Colmeal da Torre | 42,96 | 42,25 | 3,35 | 2,11 | 1,58 | 1,76 | 3,70 | 568      |
| Inguias          | 68,65 | 18,03 | 3,89 | 2,25 | 2,25 | 1,64 | 0,82 | 488      |
| Maçainhas        | 60,09 | 23,68 | 4,39 | 1,32 | 4,39 | 1,32 | 0,44 | 228      |
| Belmonte         | 49,69 | 30,45 | 6,67 | 4,66 | 2,60 | 1,53 | 1,00 | 4 315    |

#### Assembleia Municipal
| Partido                 | Partido                        | Votos | %               | +/-  | Deputados | +/-     |
| ----------------------- | ------------------------------ | ----- | --------------- | ---- | --------- | ------- |
|                         | Partido Socialista             | 2 033 | 47,11 / 100,00  | 5,43 | 9 / 15    | 1       |
|                         | Partido Social Democrata       | 1 164 | 26,98 / 100,00  | 8,81 | 5 / 15    | 1       |
|                         | Coligação Democrática Unitária | 439   | 10,17 / 100,00  | 4,17 | 1 / 15    | Estável |
|                         | Bloco de Esquerda              | 195   | 4,52 / 100,00   | 2,08 | 0 / 15    | Estável |
|                         | Partido da Terra               | 193   | 4,47 / 100,00   | -    | 0 / 15    | -       |
|                         | CDS – Partido Popular          | 88    | 2,04 / 100,00   | -    | 0 / 15    | -       |
| Votos Inválidos         | Votos Inválidos                | 203   | 4,71 / 100,00   | 1,48 |           |         |
| Total                   | Total                          | 4 315 | 100,00 / 100,00 |      | 15 / 15   |         |
| Eleitorado/Participação | Eleitorado/Participação        | 6 618 | 65,20 / 100,00  | 8,82 |           |         |

| Freguesia        | %     | %     | %     | %    | %    | %    | Votantes |
| Freguesia        | PS    | PSD   | CDU   | BE   | MPT  | CDS  | Votantes |
| ---------------- | ----- | ----- | ----- | ---- | ---- | ---- | -------- |
| Belmonte         | 43,46 | 22,30 | 16,07 | 4,92 | 4,81 | 2,04 | 1 767    |
| Caria            | 49,45 | 29,19 | 6,65  | 3,80 | 5,93 | 1,66 | 1 264    |
| Colmeal da Torre | 35,39 | 42,78 | 6,34  | 4,05 | 3,35 | 3,70 | 568      |
| Inguias          | 64,14 | 20,90 | 4,51  | 5,33 | 1,64 | 1,02 | 488      |
| Maçainhas        | 55,26 | 24,56 | 5,70  | 4,82 | 2,63 | 2,19 | 228      |
| Belmonte         | 47,11 | 26,98 | 10,17 | 4,52 | 4,47 | 2,04 | 4 315    |

#### Juntas de Freguesia
| Partido                 | Partido                        | Votos | %               | +/-   | Presidentes | Mandatos | +/- |
| ----------------------- | ------------------------------ | ----- | --------------- | ----- | ----------- | -------- | --- |
|                         | Partido Socialista             | 2 154 | 49,92 / 100,00  | 1,98  | 4 / 5       | 24 / 39  | 2   |
|                         | Partido Social Democrata       | 1 413 | 32,75 / 100,00  | 21,52 | 1 / 5       | 13 / 39  | 6   |
|                         | Coligação Democrática Unitária | 478   | 11,08 / 100,00  | 7,12  | 0 / 5       | 2 / 39   | 2   |
|                         | Bloco de Esquerda              | 71    | 1,65 / 100,00   | -     | 0 / 5       | 0 / 39   | -   |
| Votos Inválidos         | Votos Inválidos                | 199   | 4,61 / 100,00   | 1,07  |             |          |     |
| Total                   | Total                          | 4 315 | 100,00 / 100,00 |       | 5 / 5       | 39 / 39  |     |
| Eleitorado/Participação | Eleitorado/Participação        | 6 618 | 65,20 / 100,00  | 8,79  |             |          |     |

| Freguesia        | Partido Vencedor | Partido Vencedor         | %              | Mandatos |
| ---------------- | ---------------- | ------------------------ | -------------- | -------- |
| Belmonte         |                  | Partido Socialista       | 46,58 / 100,00 | 5 / 9    |
| Caria            |                  | Partido Socialista       | 51,50 / 100,00 | 5 / 9    |
| Colmeal da Torre |                  | Partido Social Democrata | 63,56 / 100,00 | 5 / 7    |
| Inguias          |                  | Partido Socialista       | 66,19 / 100,00 | 5 / 7    |
| Maçainhas        |                  | Partido Socialista       | 71,93 / 100,00 | 7 / 7    |

### Castelo Branco

#### Câmara Municipal
| Partido                 | Partido                        | Votos  | %               | +/-  | Vereadores | +/-     |
| ----------------------- | ------------------------------ | ------ | --------------- | ---- | ---------- | ------- |
|                         | Partido Socialista             | 20 025 | 69,90 / 100,00  | 1,23 | 8 / 9      | 2       |
|                         | Partido Social Democrata       | 4 866  | 16,99 / 100,00  | 2,04 | 1 / 9      | Estável |
|                         | CDS – Partido Popular          | 1 121  | 3,91 / 100,00   | 2,00 | 0 / 9      | Estável |
|                         | Coligação Democrática Unitária | 975    | 3,40 / 100,00   | 0,08 | 0 / 9      | Estável |
|                         | Bloco de Esquerda              | 796    | 2,78 / 100,00   | 0,39 | 0 / 9      | Estável |
| Votos Inválidos         | Votos Inválidos                | 864    | 3,02 / 100,00   | 1,22 |            |         |
| Total                   | Total                          | 28 647 | 100,00 / 100,00 |      | 9 / 9      | 2       |
| Eleitorado/Participação | Eleitorado/Participação        | 51 234 | 55,91 / 100,00  | 4,17 |            |         |

| Freguesia                | %     | %     | %     | %    | %    | Votantes |
| Freguesia                | PS    | PSD   | CDS   | CDU  | BE   | Votantes |
| ------------------------ | ----- | ----- | ----- | ---- | ---- | -------- |
| Alcains                  | 68,12 | 18,76 | 2,14  | 3,76 | 3,59 | 2 287    |
| Almaceda                 | 76,12 | 15,04 | 2,95  | 2,95 | 0,31 | 645      |
| Benquerenças             | 68,36 | 21,91 | 2,03  | 3,25 | 2,03 | 493      |
| Cafede                   | 78,76 | 12,95 | 2,07  | 4,66 | 1,04 | 193      |
| Castelo Branco           | 67,67 | 17,56 | 4,92  | 4,13 | 3,12 | 14 061   |
| Cebolais de Cima         | 71,93 | 11,23 | 2,34  | 5,03 | 5,85 | 855      |
| Escalos de Baixo         | 75,04 | 16,87 | 2,46  | 0,35 | 2,64 | 569      |
| Escalos de Cima          | 79,37 | 13,32 | 2,29  | 0,57 | 1,29 | 698      |
| Freixial do Campo        | 80,06 | 9,97  | 1,76  | 2,05 | 3,23 | 341      |
| Juncal do Campo          | 77,85 | 9,69  | 3,11  | 3,11 | 2,08 | 289      |
| Lardosa                  | 65,24 | 14,99 | 2,64  | 8,90 | 4,94 | 607      |
| Louriçal do Campo        | 54,18 | 32,43 | 2,72  | 1,26 | 3,14 | 478      |
| Lousa                    | 75,57 | 11,84 | 3,02  | 1,26 | 4,03 | 397      |
| Malpica do Tejo          | 75,44 | 8,11  | 0,88  | 7,68 | 2,41 | 456      |
| Mata                     | 76,24 | 13,12 | 2,72  | 1,49 | 1,24 | 404      |
| Monforte da Beira        | 75,60 | 15,20 | 3,20  | 1,60 | 2,00 | 250      |
| Ninho do Açor            | 75,92 | 9,03  | 4,68  | 1,67 | 3,34 | 299      |
| Póvoa de Rio de Moinhos  | 73,19 | 7,23  | 14,26 | 0,21 | 1,70 | 470      |
| Retaxo                   | 75,20 | 9,79  | 3,48  | 6,00 | 1,58 | 633      |
| Salgueiro do Campo       | 79,12 | 10,94 | 3,87  | 1,18 | 2,02 | 594      |
| Santo André das Tojeiras | 71,63 | 19,66 | 2,11  | 0,70 | 0,70 | 712      |
| São Vicente da Beira     | 71,76 | 19,92 | 2,53  | 1,05 | 1,79 | 949      |
| Sarzedas                 | 69,36 | 23,53 | 2,75  | 0,62 | 1,60 | 1 126    |
| Sobral do Campo          | 70,66 | 20,51 | 4,27  | 1,71 | 1,14 | 351      |
| Tinalhas                 | 70,41 | 23,67 | 1,43  | 2,04 | 0,82 | 490      |
| Castelo Branco           | 69,90 | 16,99 | 3,91  | 3,40 | 2,78 | 28 647   |

#### Assembleia Municipal
| Partido                 | Partido                        | Votos  | %               | +/-     | Deputados | +/-     |
| ----------------------- | ------------------------------ | ------ | --------------- | ------- | --------- | ------- |
|                         | Partido Socialista             | 17 071 | 59,59 / 100,00  | 0,02    | 18 / 27   | Estável |
|                         | Partido Social Democrata       | 6 116  | 21,35 / 100,00  | 1,29    | 6 / 27    | Estável |
|                         | Bloco de Esquerda              | 1 606  | 5,61 / 100,00   | 0,91    | 1 / 27    | Estável |
|                         | CDS – Partido Popular          | 1 483  | 5,18 / 100,00   | 1,98    | 1 / 27    | 1       |
|                         | Coligação Democrática Unitária | 1 321  | 4,61 / 100,00   | Estável | 1 / 27    | Estável |
| Votos Inválidos         | Votos Inválidos                | 1 050  | 3,67 / 100,00   | 1,60    |           |         |
| Total                   | Total                          | 28 647 | 100,00 / 100,00 |         | 27 / 27   | 1       |
| Eleitorado/Participação | Eleitorado/Participação        | 51 234 | 55,91 / 100,00  | 4,17    |           |         |

| Freguesia                | %     | %     | %    | %     | %     | Votantes |
| Freguesia                | PS    | PSD   | BE   | CDS   | CDU   | Votantes |
| ------------------------ | ----- | ----- | ---- | ----- | ----- | -------- |
| Alcains                  | 59,20 | 22,26 | 6,03 | 2,75  | 4,98  | 2 287    |
| Almaceda                 | 66,36 | 22,48 | 1,55 | 3,41  | 2,79  | 645      |
| Benquerenças             | 60,85 | 27,18 | 3,85 | 1,01  | 4,46  | 493      |
| Cafede                   | 70,98 | 12,44 | 5,70 | 2,07  | 6,74  | 193      |
| Castelo Branco           | 55,32 | 22,53 | 6,78 | 6,62  | 5,55  | 14 061   |
| Cebolais de Cima         | 58,60 | 15,20 | 9,59 | 5,50  | 6,32  | 855      |
| Escalos de Baixo         | 64,50 | 22,67 | 4,04 | 2,81  | 1,41  | 569      |
| Escalos de Cima          | 70,06 | 17,48 | 4,44 | 3,44  | 1,43  | 698      |
| Freixial do Campo        | 68,62 | 13,78 | 4,99 | 2,93  | 4,99  | 341      |
| Juncal do Campo          | 69,20 | 15,22 | 3,81 | 2,42  | 3,81  | 289      |
| Lardosa                  | 64,91 | 15,16 | 5,11 | 2,64  | 8,90  | 607      |
| Louriçal do Campo        | 51,26 | 34,10 | 3,56 | 3,35  | 2,51  | 478      |
| Lousa                    | 67,00 | 14,61 | 6,30 | 4,03  | 3,27  | 397      |
| Malpica do Tejo          | 67,11 | 8,99  | 5,04 | 1,10  | 10,75 | 456      |
| Mata                     | 71,53 | 14,85 | 2,48 | 3,71  | 2,48  | 404      |
| Monforte da Beira        | 71,20 | 16,80 | 2,40 | 4,00  | 2,00  | 250      |
| Ninho do Açor            | 70,57 | 12,71 | 4,01 | 5,69  | 2,68  | 299      |
| Póvoa de Rio de Moinhos  | 62,98 | 8,94  | 4,68 | 18,51 | 0,85  | 470      |
| Retaxo                   | 63,82 | 12,80 | 6,00 | 4,42  | 8,06  | 633      |
| Salgueiro do Campo       | 69,02 | 15,49 | 3,87 | 6,57  | 2,02  | 594      |
| Santo André das Tojeiras | 67,84 | 22,05 | 1,69 | 2,67  | 0,70  | 712      |
| São Vicente da Beira     | 62,91 | 25,08 | 4,21 | 2,42  | 1,90  | 949      |
| Sarzedas                 | 63,06 | 28,42 | 1,69 | 2,66  | 1,24  | 1 126    |
| Sobral do Campo          | 58,12 | 26,50 | 5,41 | 5,13  | 1,42  | 351      |
| Tinalhas                 | 59,18 | 30,00 | 2,65 | 3,06  | 2,86  | 490      |
| Castelo Branco           | 59,59 | 21,35 | 5,61 | 5,18  | 4,61  | 28 647   |

#### Juntas de Freguesia
| Partido                 | Partido                        | Votos  | %               | +/-  | Presidentes | Mandatos  | +/-   |
| ----------------------- | ------------------------------ | ------ | --------------- | ---- | ----------- | --------- | ----- |
|                         | Partido Socialista             | 17 143 | 59,84 / 100,00  | 1,07 | 24 / 25     | 142 / 199 | 3     |
|                         | Partido Social Democrata       | 6 534  | 22,81 / 100,00  | 1,94 | 0 / 25      | 38 / 199  | 3     |
|                         | Coligação Democrática Unitária | 1 411  | 4,93 / 100,00   | 0,01 | 0 / 25      | 7 / 199   | 1     |
|                         | CDS – Partido Popular          | 1 078  | 3,76 / 100,00   | 2,12 | 0 / 25      | 4 / 199   | 3     |
|                         | Bloco de Esquerda              | 859    | 3,00 / 100,00   | 0,79 | 0 / 25      | 2 / 199   | 1     |
|                         | Grupo de Cidadãos              | 438    | 1,53 / 100,00   | 0,31 | 1 / 25      | 6 / 199   | Baixa |
| Votos Inválidos         | Votos Inválidos                | 1 184  | 4,13 / 100,00   | 1,74 |             |           |       |
| Total                   | Total                          | 28 647 | 100,00 / 100,00 |      | 25 / 25     | 199 / 199 | 2     |
| Eleitorado/Participação | Eleitorado/Participação        | 51 234 | 55,91 / 100,00  | 4,17 |             |           |       |

| Freguesia                | Partido Vencedor | Partido Vencedor   | %              | Mandatos |
| ------------------------ | ---------------- | ------------------ | -------------- | -------- |
| Alcains                  |                  | Partido Socialista | 55,01 / 100,00 | 5 / 9    |
| Almaceda                 |                  | Partido Socialista | 69,30 / 100,00 | 5 / 7    |
| Benquerenças             |                  | Partido Socialista | 59,43 / 100,00 | 5 / 7    |
| Cafede                   |                  | Partido Socialista | 68,91 / 100,00 | 5 / 7    |
| Castelo Branco           |                  | Partido Socialista | 57,80 / 100,00 | 12 / 19  |
| Cebolais de Cima         |                  | Partido Socialista | 59,42 / 100,00 | 6 / 9    |
| Escalos de Baixo         |                  | Partido Socialista | 52,37 / 100,00 | 4 / 7    |
| Escalos de Cima          |                  | Partido Socialista | 64,76 / 100,00 | 6 / 9    |
| Freixial do Campo        |                  | Partido Socialista | 76,83 / 100,00 | 6 / 7    |
| Juncal do Campo          |                  | Partido Socialista | 75,78 / 100,00 | 6 / 7    |
| Lardosa                  |                  | Partido Socialista | 60,46 / 100,00 | 5 / 7    |
| Louriçal do Campo        |                  | Partido Socialista | 49,58 / 100,00 | 4 / 7    |
| Lousa                    |                  | Partido Socialista | 72,04 / 100,00 | 7 / 7    |
| Malpica do Tejo          |                  | Partido Socialista | 58,11 / 100,00 | 5 / 7    |
| Mata                     |                  | Partido Socialista | 76,73 / 100,00 | 6 / 7    |
| Monforte da Beira        |                  | Partido Socialista | 78,80 / 100,00 | 6 / 7    |
| Ninho do Açor            |                  | Partido Socialista | 80,27 / 100,00 | 7 / 7    |
| Póvoa de Rio de Moinhos  |                  | Partido Socialista | 59,36 / 100,00 | 4 / 7    |
| Retaxo                   |                  | Grupo de Cidadãos  | 46,13 / 100,00 | 4 / 7    |
| Salgueiro do Campo       |                  | Partido Socialista | 77,78 / 100,00 | 6 / 7    |
| Santo André das Tojeiras |                  | Partido Socialista | 72,89 / 100,00 | 7 / 9    |
| São Vicente da Beira     |                  | Partido Socialista | 57,01 / 100,00 | 6 / 9    |
| Sarzedas                 |                  | Partido Socialista | 61,72 / 100,00 | 6 / 9    |
| Sobral do Campo          |                  | Partido Socialista | 61,25 / 100,00 | 5 / 7    |
| Tinalhas                 |                  | Partido Socialista | 52,04 / 100,00 | 4 / 7    |

### Covilhã

#### Câmara Municipal
| Partido                 | Partido                        | Votos  | %               | +/-  | Vereadores | +/-     |
| ----------------------- | ------------------------------ | ------ | --------------- | ---- | ---------- | ------- |
|                         | Partido Social Democrata       | 17 931 | 56,69 / 100,00  | 2,25 | 6 / 9      | 1       |
|                         | Partido Socialista             | 8 486  | 26,83 / 100,00  | 2,17 | 3 / 9      | 1       |
|                         | Coligação Democrática Unitária | 2 362  | 7,47 / 100,00   | 0,42 | 0 / 9      | Estável |
|                         | CDS – Partido Popular          | 880    | 2,78 / 100,00   | 1,16 | 0 / 9      | Estável |
|                         | Bloco de Esquerda              | 799    | 2,53 / 100,00   | 0,52 | 0 / 9      | Estável |
| Votos Inválidos         | Votos Inválidos                | 1 171  | 3,70 / 100,00   | 0,89 |            |         |
| Total                   | Total                          | 31 629 | 100,00 / 100,00 |      | 9 / 9      | 2       |
| Eleitorado/Participação | Eleitorado/Participação        | 51 281 | 61,68 / 100,00  | 3,30 |            |         |

| Freguesia                       | %     | %     | %     | %    | %    | Votantes |
| Freguesia                       | PSD   | PS    | CDU   | CDS  | BE   | Votantes |
| ------------------------------- | ----- | ----- | ----- | ---- | ---- | -------- |
| Aldeia de S. Francisco de Assis | 74,54 | 14,35 | 6,48  | 0,93 | 1,16 | 432      |
| Aldeia do Souto                 | 66,23 | 15,35 | 1,75  | 5,26 | 4,39 | 228      |
| Barco                           | 56,20 | 27,59 | 4,30  | 5,32 | 2,03 | 395      |
| Boidobra                        | 50,00 | 24,56 | 15,92 | 3,13 | 2,45 | 1 470    |
| Canhoso                         | 60,83 | 28,01 | 5,35  | 1,90 | 1,54 | 1 103    |
| Cantar-Galo                     | 58,30 | 25,24 | 7,07  | 3,67 | 2,99 | 1 470    |
| Casegas                         | 55,90 | 28,19 | 5,06  | 2,65 | 1,20 | 415      |
| Cortes do Meio                  | 43,30 | 36,46 | 4,32  | 4,76 | 5,65 | 672      |
| Coutada                         | 62,46 | 27,08 | 1,23  | 2,15 | 2,46 | 325      |
| Covilhã (Conceição)             | 53,22 | 31,58 | 7,42  | 2,64 | 2,11 | 4 164    |
| Covilhã (Santa Maria)           | 56,78 | 25,65 | 8,08  | 4,23 | 2,15 | 1 349    |
| Covilhã (São Martinho)          | 53,16 | 31,35 | 7,68  | 1,97 | 2,92 | 2 434    |
| Covilhã (São Pedro)             | 57,55 | 27,74 | 5,09  | 4,21 | 2,94 | 1 258    |
| Dominguizo                      | 67,20 | 18,82 | 4,30  | 1,61 | 4,03 | 744      |
| Erada                           | 45,35 | 45,20 | 2,36  | 2,20 | 1,42 | 635      |
| Ferro                           | 67,05 | 20,02 | 3,16  | 2,20 | 2,87 | 1 044    |
| Orjais                          | 61,10 | 21,44 | 3,22  | 5,82 | 2,60 | 653      |
| Ourondo                         | 62,42 | 11,82 | 10,61 | 4,55 | 1,82 | 330      |
| Paul                            | 52,32 | 28,04 | 10,76 | 2,57 | 1,97 | 1 013    |
| Peraboa                         | 55,25 | 33,53 | 2,88  | 0,86 | 1,15 | 695      |
| Peso                            | 69,54 | 20,31 | 2,21  | 2,43 | 1,55 | 453      |
| São Jorge da Beira              | 55,88 | 33,82 | 2,39  | 1,47 | 3,49 | 544      |
| Sarzedo                         | 64,93 | 24,63 | 0,75  | 0,75 | 2,24 | 134      |
| Sobral de São Miguel            | 59,15 | 26,79 | 3,98  | 3,18 | 2,12 | 377      |
| Teixoso                         | 52,48 | 35,81 | 3,99  | 1,86 | 2,98 | 2 580    |
| Tortosendo                      | 57,05 | 16,09 | 17,94 | 2,93 | 3,13 | 3 071    |
| Unhais da Serra                 | 68,00 | 17,28 | 6,24  | 2,56 | 2,66 | 978      |
| Vale Formoso                    | 58,27 | 31,44 | 1,08  | 3,52 | 1,08 | 369      |
| Vales do Rio                    | 61,11 | 22,05 | 8,68  | 1,56 | 1,91 | 576      |
| Verdelhos                       | 54,56 | 30,10 | 0,97  | 1,36 | 1,75 | 515      |
| Vila do Carvalho                | 57,52 | 24,02 | 9,56  | 3,82 | 1,91 | 1 203    |
| Covilhã                         | 56,69 | 26,83 | 7,47  | 2,78 | 2,53 | 31 629   |

#### Assembleia Municipal
| Partido                 | Partido                        | Votos  | %               | +/-  | Deputados | +/-     |
| ----------------------- | ------------------------------ | ------ | --------------- | ---- | --------- | ------- |
|                         | Partido Social Democrata       | 14 701 | 46,48 / 100,00  | 1,27 | 16 / 32   | 1       |
|                         | Partido Socialista             | 9 895  | 31,28 / 100,00  | 2,02 | 11 / 32   | 1       |
|                         | Coligação Democrática Unitária | 3 292  | 10,41 / 100,00  | 0,32 | 3 / 32    | Estável |
|                         | Bloco de Esquerda              | 1 178  | 3,72 / 100,00   | 0,11 | 1 / 32    | Estável |
|                         | CDS – Partido Popular          | 1 083  | 3,42 / 100,00   | 0,28 | 1 / 32    | Estável |
| Votos Inválidos         | Votos Inválidos                | 1 480  | 4,68 / 100,00   | 0,84 |           |         |
| Total                   | Total                          | 31 629 | 100,00 / 100,00 |      | 32 / 32   |         |
| Eleitorado/Participação | Eleitorado/Participação        | 51 281 | 61,68 / 100,00  | 3,30 |           |         |

| Freguesia                       | %     | %     | %     | %    | %    | Votantes |
| Freguesia                       | PSD   | PS    | CDU   | BE   | CDS  | Votantes |
| ------------------------------- | ----- | ----- | ----- | ---- | ---- | -------- |
| Aldeia de S. Francisco de Assis | 71,76 | 13,89 | 9,26  | 0,93 | 1,85 | 432      |
| Aldeia do Souto                 | 58,77 | 18,42 | 3,95  | 3,07 | 5,26 | 228      |
| Barco                           | 45,32 | 35,44 | 5,82  | 2,78 | 5,82 | 395      |
| Boidobra                        | 37,55 | 28,44 | 20,95 | 4,63 | 4,15 | 1 470    |
| Canhoso                         | 51,41 | 32,18 | 7,62  | 3,26 | 1,63 | 1 103    |
| Cantar-Galo                     | 43,61 | 32,99 | 11,63 | 4,49 | 3,27 | 1 470    |
| Casegas                         | 54,94 | 26,99 | 7,47  | 1,45 | 2,41 | 415      |
| Cortes do Meio                  | 34,08 | 39,43 | 6,85  | 4,61 | 8,63 | 672      |
| Coutada                         | 53,23 | 33,54 | 2,46  | 3,38 | 3,08 | 325      |
| Covilhã (Conceição)             | 36,02 | 41,38 | 11,17 | 4,06 | 3,36 | 4 164    |
| Covilhã (Santa Maria)           | 46,48 | 28,98 | 11,05 | 4,60 | 4,74 | 1 349    |
| Covilhã (São Martinho)          | 40,96 | 38,09 | 9,86  | 4,23 | 2,92 | 2 434    |
| Covilhã (São Pedro)             | 47,14 | 33,55 | 7,07  | 3,74 | 5,01 | 1 258    |
| Dominguizo                      | 58,06 | 22,45 | 5,65  | 5,65 | 0    | 744      |
| Erada                           | 39,06 | 49,61 | 2,83  | 1,10 | 2,99 | 635      |
| Ferro                           | 61,59 | 21,65 | 4,31  | 4,02 | 2,49 | 1 044    |
| Orjais                          | 48,70 | 28,18 | 4,75  | 4,75 | 5,97 | 653      |
| Ourondo                         | 52,42 | 13,33 | 16,36 | 2,42 | 5,76 | 330      |
| Paul                            | 42,25 | 27,54 | 19,94 | 2,96 | 2,86 | 1 013    |
| Peraboa                         | 52,52 | 36,26 | 2,73  | 1,44 | 1,15 | 695      |
| Peso                            | 61,37 | 22,74 | 4,19  | 1,77 | 3,53 | 453      |
| São Jorge da Beira              | 51,84 | 34,01 | 4,60  | 2,94 | 3,13 | 544      |
| Sarzedo                         | 57,46 | 29,85 | 0,75  | 2,24 | 1,49 | 134      |
| Sobral de São Miguel            | 55,44 | 25,73 | 5,57  | 3,98 | 4,51 | 377      |
| Teixoso                         | 43,02 | 40,50 | 6,12  | 4,38 | 2,48 | 2 580    |
| Tortosendo                      | 50,08 | 17,10 | 21,43 | 4,04 | 3,74 | 3 071    |
| Unhais da Serra                 | 59,51 | 19,43 | 7,46  | 4,81 | 3,68 | 978      |
| Vale Formoso                    | 52,85 | 36,31 | 0,81  | 1,08 | 3,79 | 369      |
| Vales do Rio                    | 51,91 | 25,00 | 12,15 | 2,60 | 2,60 | 576      |
| Verdelhos                       | 48,93 | 31,26 | 3,50  | 2,52 | 2,14 | 515      |
| Vila do Carvalho                | 45,05 | 29,51 | 14,30 | 2,41 | 4,16 | 1 203    |
| Covilhã                         | 46,48 | 31,28 | 10,41 | 3,72 | 3,42 | 31 629   |

#### Juntas de Freguesia
| Partido                 | Partido                        | Votos  | %               | +/-  | Presidentes | Mandatos  | +/- |
| ----------------------- | ------------------------------ | ------ | --------------- | ---- | ----------- | --------- | --- |
|                         | Partido Social Democrata       | 11 127 | 35,18 / 100,00  | 4,45 | 16 / 31     | 99 / 251  | 10  |
|                         | Partido Socialista             | 9 653  | 30,52 / 100,00  | 2,54 | 2 / 31      | 68 / 251  | 6   |
|                         | Grupo de Cidadãos              | 5 688  | 17,98 / 100,00  | 0,14 | 11 / 31     | 64 / 251  | 2   |
|                         | Coligação Democrática Unitária | 3 703  | 11,71 / 100,00  | 1,09 | 1 / 31      | 20 / 251  | 4   |
|                         | Bloco de Esquerda              | 64     | 0,20 / 100,00   | -    | 0 / 31      | 0 / 251   | -   |
| Votos Inválidos         | Votos Inválidos                | 1 394  | 4,41 / 100,00   | 0,88 |             |           |     |
| Total                   | Total                          | 31 629 | 100,00 / 100,00 |      | 31 / 31     | 251 / 251 | 2   |
| Eleitorado/Participação | Eleitorado/Participação        | 51 281 | 61,68 / 100,00  | 3,30 |             |           |     |

| Freguesia                       | Partido Vencedor | Partido Vencedor               | %              | Mandatos |
| ------------------------------- | ---------------- | ------------------------------ | -------------- | -------- |
| Aldeia de S. Francisco de Assis |                  | Partido Social Democrata       | 77,78 / 100,00 | 6 / 7    |
| Aldeia do Souto                 |                  | Grupo de Cidadãos              | 66,67 / 100,00 | 5 / 7    |
| Barco                           |                  | Grupo de Cidadãos              | 71,65 / 100,00 | 6 / 7    |
| Boidobra                        |                  | Coligação Democrática Unitária | 45,65 / 100,00 | 5 / 9    |
| Canhoso                         |                  | Partido Social Democrata       | 56,84 / 100,00 | 6 / 9    |
| Cantar-Galo                     |                  | Partido Social Democrata       | 53,13 / 100,00 | 5 / 9    |
| Casegas                         |                  | Partido Social Democrata       | 53,73 / 100,00 | 4 / 7    |
| Cortes do Meio                  |                  | Grupo de Cidadãos              | 51,34 / 100,00 | 4 / 7    |
| Coutada                         |                  | Grupo de Cidadãos              | 66,46 / 100,00 | 5 / 7    |
| Covilhã (Conceição)             |                  | Partido Socialista             | 54,01 / 100,00 | 8 / 13   |
| Covilhã (Santa Maria)           |                  | Partido Social Democrata       | 54,41 / 100,00 | 5 / 9    |
| Covilhã (São Martinho)          |                  | Partido Social Democrata       | 43,14 / 100,00 | 4 / 9    |
| Covilhã (São Pedro)             |                  | Partido Social Democrata       | 51,51 / 100,00 | 5 / 9    |
| Dominguizo                      |                  | Partido Social Democrata       | 50,94 / 100,00 | 5 / 9    |
| Erada                           |                  | Partido Socialista             | 67,09 / 100,00 | 5 / 7    |
| Ferro                           |                  | Partido Social Democrata       | 75,77 / 100,00 | 8 / 9    |
| Orjais                          |                  | Grupo de Cidadãos              | 68,45 / 100,00 | 5 / 7    |
| Ourondo                         |                  | Grupo de Cidadãos              | 67,27 / 100,00 | 5 / 7    |
| Paul                            |                  | Grupo de Cidadãos              | 49,56 / 100,00 | 5 / 9    |
| Peraboa                         |                  | Partido Social Democrata       | 51,37 / 100,00 | 5 / 9    |
| Peso                            |                  | Partido Social Democrata       | 72,63 / 100,00 | 7 / 7    |
| São Jorge da Beira              |                  | Partido Social Democrata       | 57,72 / 100,00 | 4 / 7    |
| Sarzedo                         |                  | Partido Social Democrata       | 73,13 / 100,00 | 7 / 7    |
| Sobral de São Miguel            |                  | Partido Social Democrata       | 68,97 / 100,00 | 5 / 7    |
| Teixoso                         |                  | Grupo de Cidadãos              | 52,71 / 100,00 | 5 / 9    |
| Tortosendo                      |                  | Partido Social Democrata       | 54,61 / 100,00 | 6 / 9    |
| Unhais da Serra                 |                  | Grupo de Cidadãos              | 75,77 / 100,00 | 8 / 9    |
| Vale Formoso                    |                  | Partido Social Democrata       | 55,01 / 100,00 | 4 / 7    |
| Vales do Rio                    |                  | Grupo de Cidadãos              | 64,41 / 100,00 | 5 / 7    |
| Verdelhos                       |                  | Partido Social Democrata       | 50,68 / 100,00 | 4 / 7    |
| Vila do Carvalho                |                  | Grupo de Cidadãos              | 49,13 / 100,00 | 5 / 9    |

### Fundão

#### Câmara Municipal
| Partido                 | Partido                        | Votos  | %               | +/-  | Vereadores | +/-     |
| ----------------------- | ------------------------------ | ------ | --------------- | ---- | ---------- | ------- |
|                         | Partido Social Democrata       | 11 778 | 61,17 / 100,00  | 3,13 | 5 / 7      | Estável |
|                         | Partido Socialista             | 5 553  | 28,84 / 100,00  | 4,45 | 2 / 7      | Estável |
|                         | Coligação Democrática Unitária | 703    | 3,65 / 100,00   | 0,85 | 0 / 7      | Estável |
|                         | CDS – Partido Popular          | 535    | 2,78 / 100,00   | 0,56 | 0 / 7      | Estável |
| Votos Inválidos         | Votos Inválidos                | 687    | 3,57 / 100,00   | 1,01 |            |         |
| Total                   | Total                          | 19 256 | 100,00 / 100,00 |      | 7 / 7      |         |
| Eleitorado/Participação | Eleitorado/Participação        | 30 317 | 63,52 / 100,00  | 2,99 |            |         |

| Freguesia           | %     | %     | %    | %    | Votantes |
| Freguesia           | PSD   | PS    | CDU  | CDS  | Votantes |
| ------------------- | ----- | ----- | ---- | ---- | -------- |
| Alcaide             | 51,83 | 29,83 | 9,05 | 4,65 | 409      |
| Alcaria             | 65,88 | 27,35 | 2,07 | 2,07 | 724      |
| Alcongosta          | 68,02 | 26,35 | 2,93 | 1,13 | 444      |
| Aldeia de Joanes    | 55,95 | 29,31 | 7,99 | 2,31 | 563      |
| Aldeia Nova do Cabo | 60,48 | 31,53 | 2,16 | 2,38 | 463      |
| Alpedrinha          | 65,61 | 27,66 | 2,79 | 2,41 | 788      |
| Atalaia do Campo    | 76,21 | 14,98 | 1,10 | 5,73 | 454      |
| Barroca             | 67,57 | 27,03 | 0,68 | 3,15 | 444      |
| Bogas de Baixo      | 77,78 | 17,68 | 0,51 | 2,02 | 198      |
| Bogas de Cima       | 64,29 | 32,61 | 0,31 | 0,93 | 322      |
| Capinha             | 71,88 | 17,23 | 4,99 | 2,72 | 441      |
| Castelejo           | 62,59 | 30,14 | 1,77 | 1,95 | 564      |
| Castelo Novo        | 68,75 | 19,49 | 2,94 | 4,41 | 272      |
| Donas               | 62,96 | 26,08 | 5,32 | 1,83 | 602      |
| Enxames             | 54,22 | 31,67 | 2,49 | 3,85 | 442      |
| Escarigo            | 59,84 | 29,72 | 1,61 | 3,21 | 249      |
| Fatela              | 46,29 | 41,12 | 4,04 | 5,62 | 445      |
| Fundão              | 58,18 | 30,41 | 6,31 | 2,32 | 4 613    |
| Janeiro de Cima     | 74,21 | 17,65 | 1,81 | 2,71 | 221      |
| Lavacolhos          | 57,65 | 31,18 | 4,71 | 2,94 | 170      |
| Mata da Rainha      | 65,28 | 16,67 | 4,17 | 5,56 | 144      |
| Orca                | 68,49 | 22,40 | 1,64 | 2,73 | 549      |
| Pero Viseu          | 60,78 | 27,52 | 2,05 | 4,52 | 487      |
| Póvoa de Atalaia    | 70,07 | 15,85 | 1,23 | 4,75 | 568      |
| Salgueiro           | 43,81 | 45,33 | 0,76 | 2,67 | 525      |
| Silvares            | 60,22 | 32,55 | 3,62 | 1,81 | 719      |
| Soalheira           | 70,66 | 18,56 | 2,20 | 5,99 | 501      |
| Souto da Casa       | 66,37 | 28,91 | 1,62 | 0,44 | 678      |
| Telhado             | 71,77 | 21,44 | 1,53 | 3,28 | 457      |
| Vale de Prazeres    | 47,06 | 41,73 | 2,22 | 2,55 | 901      |
| Valverde            | 56,40 | 33,93 | 3,56 | 2,45 | 899      |
| Fundão              | 61,17 | 28,84 | 3,65 | 2,78 | 19 256   |

#### Assembleia Municipal
| Partido                 | Partido                        | Votos  | %               | +/-  | Deputados | +/-     |
| ----------------------- | ------------------------------ | ------ | --------------- | ---- | --------- | ------- |
|                         | Partido Social Democrata       | 10 265 | 53,31 / 100,00  | 2,72 | 18 / 32   | 2       |
|                         | Partido Socialista             | 6 172  | 32,05 / 100,00  | 3,34 | 11 / 32   | 1       |
|                         | Coligação Democrática Unitária | 1 293  | 6,71 / 100,00   | 0,51 | 2 / 32    | Estável |
|                         | CDS – Partido Popular          | 640    | 3,32 / 100,00   | 0,72 | 1 / 32    | 1       |
| Votos Inválidos         | Votos Inválidos                | 886    | 4,61 / 100,00   | 0,83 |           |         |
| Total                   | Total                          | 19 256 | 100,00 / 100,00 |      | 32 / 32   |         |
| Eleitorado/Participação | Eleitorado/Participação        | 30 317 | 63,52 / 100,00  | 2,99 |           |         |

| Freguesia           | %     | %     | %     | %    | Votantes |
| Freguesia           | PSD   | PS    | CDU   | CDS  | Votantes |
| ------------------- | ----- | ----- | ----- | ---- | -------- |
| Alcaide             | 43,28 | 32,27 | 12,96 | 4,16 | 409      |
| Alcaria             | 57,60 | 29,01 | 4,28  | 4,01 | 724      |
| Alcongosta          | 53,60 | 35,59 | 6,08  | 1,13 | 444      |
| Aldeia de Joanes    | 50,09 | 31,44 | 10,66 | 3,37 | 563      |
| Aldeia Nova do Cabo | 44,92 | 36,72 | 9,50  | 4,10 | 463      |
| Alpedrinha          | 60,03 | 29,95 | 3,81  | 3,43 | 788      |
| Atalaia do Campo    | 72,69 | 18,94 | 1,98  | 5,07 | 454      |
| Barroca             | 59,91 | 31,98 | 2,03  | 4,05 | 444      |
| Bogas de Baixo      | 74,24 | 20,20 | 1,01  | 3,03 | 198      |
| Bogas de Cima       | 56,52 | 33,85 | 3,73  | 2,17 | 322      |
| Capinha             | 66,21 | 18,59 | 5,67  | 3,63 | 441      |
| Castelejo           | 53,37 | 35,11 | 4,26  | 3,01 | 564      |
| Castelo Novo        | 63,97 | 19,85 | 6,25  | 5,51 | 272      |
| Donas               | 52,99 | 33,22 | 7,64  | 1,33 | 602      |
| Enxames             | 47,29 | 33,48 | 6,11  | 4,75 | 442      |
| Escarigo            | 55,02 | 30,52 | 5,22  | 2,41 | 249      |
| Fatela              | 39,33 | 44,72 | 6,29  | 5,84 | 445      |
| Fundão              | 47,63 | 32,52 | 12,10 | 3,58 | 4 613    |
| Janeiro de Cima     | 73,30 | 19,00 | 2,26  | 2,71 | 221      |
| Lavacolhos          | 42,94 | 41,18 | 9,41  | 2,35 | 170      |
| Mata da Rainha      | 68,06 | 15,97 | 2,08  | 6,25 | 144      |
| Orca                | 65,21 | 23,86 | 3,46  | 2,91 | 549      |
| Pero Viseu          | 55,85 | 30,60 | 4,52  | 4,72 | 487      |
| Póvoa de Atalaia    | 62,32 | 20,42 | 3,70  | 3,52 | 568      |
| Salgueiro           | 31,05 | 53,90 | 4,76  | 4,00 | 525      |
| Silvares            | 58,00 | 34,35 | 4,31  | 0,97 | 719      |
| Soalheira           | 66,87 | 20,96 | 2,99  | 5,99 | 501      |
| Souto da Casa       | 61,36 | 29,79 | 2,80  | 1,62 | 678      |
| Telhado             | 66,30 | 24,51 | 2,84  | 2,63 | 457      |
| Vale de Prazeres    | 43,51 | 44,17 | 3,55  | 2,11 | 901      |
| Valverde            | 44,27 | 41,94 | 6,34  | 2,00 | 899      |
| Fundão              | 53,31 | 32,05 | 6,71  | 3,32 | 19 256   |

#### Juntas de Freguesia
| Partido                 | Partido                        | Votos  | %               | +/-  | Presidentes | Mandatos  | +/- |
| ----------------------- | ------------------------------ | ------ | --------------- | ---- | ----------- | --------- | --- |
|                         | Partido Social Democrata       | 6 958  | 36,13 / 100,00  | 2,40 | 20 / 31     | 128 / 235 | 13  |
|                         | Partido Socialista             | 5 778  | 30,01 / 100,00  | 0,34 | 5 / 31      | 60 / 235  | 10  |
|                         | Grupo de Cidadãos              | 4 284  | 22,25 / 100,00  | 2,45 | 6 / 31      | 44 / 235  | 2   |
|                         | Coligação Democrática Unitária | 722    | 3,75 / 100,00   | 0,29 | 0 / 31      | 3 / 235   | 1   |
| Votos Inválidos         | Votos Inválidos                | 1 514  | 7,86 / 100,00   | 0,67 |             |           |     |
| Total                   | Total                          | 19 256 | 100,00 / 100,00 |      | 31 / 31     | 235 / 235 |     |
| Eleitorado/Participação | Eleitorado/Participação        | 30 317 | 63,52 / 100,00  | 3,00 |             |           |     |

| Freguesia           | Partido Vencedor | Partido Vencedor         | %              | Mandatos |
| ------------------- | ---------------- | ------------------------ | -------------- | -------- |
| Alcaide             |                  | Partido Social Democrata | 49,14 / 100,00 | 7 / 7    |
| Alcaria             |                  | Grupo de Cidadãos        | 64,50 / 100,00 | 9 / 9    |
| Alcongosta          |                  | Partido Social Democrata | 55,18 / 100,00 | 4 / 7    |
| Aldeia de Joanes    |                  | Partido Social Democrata | 64,30 / 100,00 | 5 / 7    |
| Aldeia Nova do Cabo |                  | Partido Socialista       | 49,46 / 100,00 | 4 / 7    |
| Alpedrinha          |                  | Partido Social Democrata | 64,47 / 100,00 | 5 / 7    |
| Atalaia do Campo    |                  | Partido Social Democrata | 83,04 / 100,00 | 7 / 7    |
| Barroca             |                  | Partido Social Democrata | 66,44 / 100,00 | 5 / 7    |
| Bogas de Baixo      |                  | Partido Social Democrata | 84,85 / 100,00 | 7 / 7    |
| Bogas de Cima       |                  | Partido Social Democrata | 57,14 / 100,00 | 4 / 7    |
| Capinha             |                  | Partido Social Democrata | 77,32 / 100,00 | 6 / 7    |
| Castelejo           |                  | Partido Social Democrata | 50,00 / 100,00 | 4 / 7    |
| Castelo Novo        |                  | Grupo de Cidadãos        | 74,63 / 100,00 | 6 / 7    |
| Donas               |                  | Grupo de Cidadãos        | 75,42 / 100,00 | 6 / 7    |
| Enxames             |                  | Grupo de Cidadãos        | 57,69 / 100,00 | 4 / 7    |
| Escarigo            |                  | Partido Social Democrata | 65,86 / 100,00 | 5 / 7    |
| Fatela              |                  | Grupo de Cidadãos        | 38,88 / 100,00 | 3 / 7    |
| Fundão              |                  | Grupo de Cidadãos        | 42,81 / 100,00 | 6 / 13   |
| Janeiro de Cima     |                  | Partido Social Democrata | 87,78 / 100,00 | 7 / 7    |
| Lavacolhos          |                  | Partido Socialista       | 55,29 / 100,00 | 4 / 7    |
| Mata da Rainha      |                  | Partido Social Democrata | 82,64 / 100,00 | 7 / 7    |
| Orca                |                  | Partido Social Democrata | 71,22 / 100,00 | 6 / 7    |
| Pero Viseu          |                  | Partido Social Democrata | 60,78 / 100,00 | 5 / 7    |
| Póvoa de Atalaia    |                  | Partido Social Democrata | 67,43 / 100,00 | 5 / 7    |
| Salgueiro           |                  | Partido Socialista       | 76,38 / 100,00 | 6 / 7    |
| Silvares            |                  | Partido Social Democrata | 66,90 / 100,00 | 7 / 9    |
| Soalheira           |                  | Partido Social Democrata | 84,43 / 100,00 | 9 / 9    |
| Souto da Casa       |                  | Partido Social Democrata | 62,98 / 100,00 | 5 / 7    |
| Telhado             |                  | Partido Social Democrata | 82,93 / 100,00 | 7 / 7    |
| Vale de Prazeres    |                  | Partido Socialista       | 51,83 / 100,00 | 5 / 9    |
| Valverde            |                  | Partido Socialista       | 60,29 / 100,00 | 6 / 9    |

### Idanha-a-Nova

#### Câmara Municipal
| Partido                 | Partido                        | Votos  | %               | +/-  | Vereadores | +/-     |
| ----------------------- | ------------------------------ | ------ | --------------- | ---- | ---------- | ------- |
|                         | Partido Socialista             | 4 246  | 58,50 / 100,00  | 5,40 | 5 / 7      | 1       |
|                         | Partido Social Democrata       | 2 035  | 28,04 / 100,00  | 9,25 | 2 / 7      | 1       |
|                         | CDS – Partido Popular          | 376    | 5,18 / 100,00   | 3,06 | 0 / 7      | Estável |
|                         | Coligação Democrática Unitária | 208    | 2,87 / 100,00   | 0,47 | 0 / 7      | Estável |
| Votos Inválidos         | Votos Inválidos                | 393    | 5,42 / 100,00   | 0,33 |            |         |
| Total                   | Total                          | 7 258  | 100,00 / 100,00 |      | 7 / 7      |         |
| Eleitorado/Participação | Eleitorado/Participação        | 10 771 | 67,38 / 100,00  | 7,28 |            |         |

| Freguesia                 | %     | %     | %    | %    | Votantes |
| Freguesia                 | PS    | PSD   | CDS  | CDU  | Votantes |
| ------------------------- | ----- | ----- | ---- | ---- | -------- |
| Alcafozes                 | 51,05 | 41,58 | 3,16 | 0    | 190      |
| Aldeia de Santa Margarida | 67,84 | 14,98 | 7,49 | 3,96 | 227      |
| Idanha-a-Nova             | 54,42 | 29,60 | 8,27 | 3,50 | 1 402    |
| Idanha-a-Velha            | 60,27 | 30,14 | 5,48 | 2,74 | 73       |
| Ladoeiro                  | 59,60 | 28,23 | 5,98 | 1,15 | 953      |
| Medelim                   | 57,71 | 29,14 | 4,57 | 1,14 | 175      |
| Monfortinho               | 60,78 | 32,80 | 1,38 | 0,46 | 436      |
| Monsanto                  | 61,90 | 19,39 | 5,61 | 6,80 | 588      |
| Oledo                     | 48,06 | 41,94 | 3,23 | 1,94 | 310      |
| Penha Garcia              | 62,98 | 21,78 | 7,04 | 1,68 | 597      |
| Proença-a-Velha           | 68,13 | 17,03 | 4,40 | 2,75 | 182      |
| Rosmaninhal               | 67,90 | 21,04 | 3,69 | 1,95 | 461      |
| Salvaterra do Extremo     | 62,09 | 30,07 | 1,31 | 3,92 | 153      |
| São Miguel de Acha        | 55,28 | 28,99 | 2,07 | 6,21 | 483      |
| Segura                    | 49,68 | 37,42 | 3,23 | 1,29 | 155      |
| Toulões                   | 65,37 | 17,56 | 5,85 | 1,95 | 205      |
| Zebreira                  | 53,14 | 35,93 | 3,44 | 3,14 | 668      |
| Idanha-a-Nova             | 58,50 | 28,04 | 5,18 | 2,87 | 7 258    |

#### Assembleia Municipal
| Partido                 | Partido                        | Votos  | %               | +/-   | Deputados | +/- |
| ----------------------- | ------------------------------ | ------ | --------------- | ----- | --------- | --- |
|                         | Partido Socialista             | 4 137  | 57,00 / 100,00  | 6,95  | 13 / 21   | 1   |
|                         | Partido Social Democrata       | 2 049  | 28,23 / 100,00  | 10,20 | 6 / 21    | 3   |
|                         | CDS – Partido Popular          | 368    | 5,07 / 100,00   | 3,37  | 1 / 21    | 1   |
|                         | Coligação Democrática Unitária | 349    | 4,81 / 100,00   | 0,87  | 1 / 21    | 1   |
| Votos Inválidos         | Votos Inválidos                | 355    | 4,89 / 100,00   | 0,01  |           |     |
| Total                   | Total                          | 7 258  | 100,00 / 100,00 |       | 21 / 21   |     |
| Eleitorado/Participação | Eleitorado/Participação        | 10 771 | 67,38 / 100,00  | 7,29  |           |     |

| Freguesia                 | %     | %     | %    | %     | Votantes |
| Freguesia                 | PS    | PSD   | CDS  | CDU   | Votantes |
| ------------------------- | ----- | ----- | ---- | ----- | -------- |
| Alcafozes                 | 50,53 | 43,68 | 2,11 | 1,05  | 190      |
| Aldeia de Santa Margarida | 63,00 | 14,98 | 8,81 | 3,52  | 227      |
| Idanha-a-Nova             | 54,07 | 27,82 | 8,13 | 6,21  | 1 402    |
| Idanha-a-Velha            | 53,42 | 32,88 | 4,11 | 6,85  | 73       |
| Ladoeiro                  | 57,19 | 31,69 | 5,35 | 0,84  | 953      |
| Medelim                   | 55,43 | 31,43 | 2,29 | 3,43  | 175      |
| Monfortinho               | 58,03 | 34,17 | 2,75 | 0,92  | 436      |
| Monsanto                  | 62,59 | 17,35 | 5,78 | 9,35  | 588      |
| Oledo                     | 44,19 | 41,29 | 7,42 | 2,58  | 310      |
| Penha Garcia              | 62,65 | 21,44 | 7,87 | 2,35  | 597      |
| Proença-a-Velha           | 67,03 | 19,23 | 2,20 | 4,95  | 182      |
| Rosmaninhal               | 69,85 | 20,61 | 3,25 | 1,74  | 461      |
| Salvaterra do Extremo     | 56,86 | 34,64 | 1,31 | 4,58  | 153      |
| São Miguel de Acha        | 46,79 | 27,33 | 2,69 | 16,98 | 483      |
| Segura                    | 52,26 | 36,77 | 3,23 | 0,65  | 155      |
| Toulões                   | 68,78 | 18,54 | 3,41 | 2,44  | 205      |
| Zebreira                  | 52,10 | 36,53 | 1,50 | 5,99  | 668      |
| Idanha-a-Nova             | 57,00 | 28,23 | 5,07 | 4,81  | 7 258    |

#### Juntas de Freguesia
| Partido                 | Partido                        | Votos  | %               | +/-   | Presidentes | Mandatos  | +/- |
| ----------------------- | ------------------------------ | ------ | --------------- | ----- | ----------- | --------- | --- |
|                         | Partido Socialista             | 4 338  | 60,38 / 100,00  | 7,95  | 14 / 16     | 83 / 118  | 20  |
|                         | Partido Social Democrata       | 1 787  | 24,87 / 100,00  | 12,58 | 1 / 16      | 27 / 118  | 22  |
|                         | Coligação Democrática Unitária | 311    | 4,33 / 100,00   | 2,49  | 0 / 16      | 2 / 118   | 1   |
|                         | CDS – Partido Popular          | 181    | 2,52 / 100,00   | 2,23  | 0 / 16      | 3 / 118   | 3   |
|                         | Grupo de Cidadãos              | 60     | 0,84 / 100,00   | 2,01  | 1 / 16      | 3 / 118   | 4   |
| Votos Inválidos         | Votos Inválidos                | 508    | 7,07 / 100,00   | 1,93  |             |           |     |
| Total                   | Total                          | 7 185  | 100,00 / 100,00 |       | 16 / 16     | 118 / 118 | 2   |
| Eleitorado/Participação | Eleitorado/Participação        | 10 675 | 67,31 / 100,00  | 6,65  |             |           |     |

| Freguesia                 | Partido Vencedor               | Partido Vencedor               | %                              | Mandatos                       |
| ------------------------- | ------------------------------ | ------------------------------ | ------------------------------ | ------------------------------ |
| Alcafozes                 |                                | Partido Socialista             | 52,63 / 100,00                 | 4 / 7                          |
| Aldeia de Santa Margarida |                                | Partido Socialista             | 63,00 / 100,00                 | 5 / 7                          |
| Idanha-a-Nova             |                                | Partido Socialista             | 57,63 / 100,00                 | 6 / 9                          |
| Idanha-a-Velha            | Plenário de Cidadãos Eleitores | Plenário de Cidadãos Eleitores | Plenário de Cidadãos Eleitores | Plenário de Cidadãos Eleitores |
| Ladoeiro                  |                                | Partido Socialista             | 52,57 / 100,00                 | 5 / 9                          |
| Medelim                   |                                | Partido Socialista             | 69,14 / 100,00                 | 7 / 7                          |
| Monfortinho               |                                | Partido Socialista             | 59,86 / 100,00                 | 5 / 7                          |
| Monsanto                  |                                | Partido Socialista             | 64,12 / 100,00                 | 5 / 7                          |
| Oledo                     |                                | Partido Social Democrata       | 54,19 / 100,00                 | 4 / 7                          |
| Penha Garcia              |                                | Partido Socialista             | 86,10 / 100,00                 | 7 / 7                          |
| Proença-a-Velha           |                                | Partido Socialista             | 82,42 / 100,00                 | 7 / 7                          |
| Rosmaninhal               |                                | Partido Socialista             | 70,28 / 100,00                 | 6 / 7                          |
| Salvaterra do Extremo     |                                | Partido Socialista             | 57,52 / 100,00                 | 4 / 7                          |
| São Miguel de Acha        |                                | Partido Socialista             | 51,76 / 100,00                 | 4 / 7                          |
| Segura                    |                                | Grupo de Cidadãos              | 38,71 / 100,00                 | 3 / 7                          |
| Toulões                   |                                | Partido Socialista             | 87,80 / 100,00                 | 7 / 7                          |
| Zebreira                  |                                | Partido Socialista             | 50,15 / 100,00                 | 5 / 9                          |

### Oleiros

#### Câmara Municipal
| Partido                 | Partido                        | Votos | %               | +/-  | Vereadores | +/-     |
| ----------------------- | ------------------------------ | ----- | --------------- | ---- | ---------- | ------- |
|                         | Partido Social Democrata       | 3 008 | 75,16 / 100,00  | 0,68 | 4 / 5      | Estável |
|                         | Partido Socialista             | 722   | 18,04 / 100,00  | 0,78 | 1 / 5      | Estável |
|                         | Coligação Democrática Unitária | 72    | 1,80 / 100,00   | 0,22 | 0 / 5      | Estável |
| Votos Inválidos         | Votos Inválidos                | 200   | 5,00 / 100,00   | 1,23 |            |         |
| Total                   | Total                          | 4 002 | 100,00 / 100,00 |      | 5 / 5      |         |
| Eleitorado/Participação | Eleitorado/Participação        | 6 439 | 62,15 / 100,00  | 2,13 |            |         |

| Freguesia             | %     | %     | %    | Votantes |
| Freguesia             | PSD   | PS    | CDU  | Votantes |
| --------------------- | ----- | ----- | ---- | -------- |
| Álvaro                | 92,96 | 5,53  | 0    | 199      |
| Amieira               | 87,00 | 9,00  | 2,00 | 100      |
| Cambas                | 80,69 | 13,86 | 1,98 | 202      |
| Estreito              | 67,69 | 24,15 | 1,85 | 650      |
| Isna                  | 87,61 | 9,29  | 0,44 | 226      |
| Madeirã               | 74,63 | 20,15 | 0    | 134      |
| Mosteiro              | 80,65 | 14,70 | 1,08 | 279      |
| Oleiros               | 68,63 | 23,31 | 2,09 | 1 390    |
| Orvalho               | 72,05 | 19,73 | 3,84 | 365      |
| Sarnadas de São Simão | 81,25 | 7,39  | 1,14 | 176      |
| Sobral                | 89,09 | 6,67  | 1,82 | 165      |
| Vilar Barroco         | 88,79 | 6,90  | 1,72 | 116      |
| Oleiros               | 75,16 | 18,04 | 1,80 | 4 002    |

#### Assembleia Municipal
| Partido                 | Partido                        | Votos | %               | +/-  | Deputados | +/-     |
| ----------------------- | ------------------------------ | ----- | --------------- | ---- | --------- | ------- |
|                         | Partido Social Democrata       | 2 828 | 70,66 / 100,00  | 3,16 | 12 / 15   | Estável |
|                         | Partido Socialista             | 858   | 21,44 / 100,00  | 4,80 | 3 / 15    | 1       |
|                         | Coligação Democrática Unitária | 86    | 2,15 / 100,00   | 0,59 | 0 / 15    | Estável |
| Votos Inválidos         | Votos Inválidos                | 230   | 5,74 / 100,00   | 0,61 |           |         |
| Total                   | Total                          | 4 002 | 100,00 / 100,00 |      | 15 / 15   |         |
| Eleitorado/Participação | Eleitorado/Participação        | 6 439 | 62,15 / 100,00  | 2,13 |           |         |

| Freguesia             | %     | %     | %    | Votantes |
| Freguesia             | PSD   | PS    | CDU  | Votantes |
| --------------------- | ----- | ----- | ---- | -------- |
| Álvaro                | 93,47 | 3,02  | 0,50 | 199      |
| Amieira               | 86,00 | 10,00 | 4,00 | 100      |
| Cambas                | 76,24 | 17,33 | 2,48 | 202      |
| Estreito              | 61,69 | 29,08 | 1,54 | 650      |
| Isna                  | 61,50 | 32,74 | 2,21 | 226      |
| Madeirã               | 70,90 | 21,64 | 0    | 134      |
| Mosteiro              | 79,93 | 14,70 | 1,43 | 279      |
| Oleiros               | 65,40 | 25,11 | 2,59 | 1 390    |
| Orvalho               | 65,48 | 25,48 | 4,93 | 365      |
| Sarnadas de São Simão | 82,39 | 7,95  | 0    | 176      |
| Sobral                | 88,48 | 6,67  | 1,21 | 165      |
| Vilar Barroco         | 90,52 | 6,03  | 0,86 | 116      |
| Oleiros               | 70,66 | 21,44 | 2,15 | 4 002    |

#### Juntas de Freguesia
| Partido                 | Partido                        | Votos | %               | +/-  | Presidentes | Mandatos | +/- |
| ----------------------- | ------------------------------ | ----- | --------------- | ---- | ----------- | -------- | --- |
|                         | Partido Social Democrata       | 2 810 | 70,21 / 100,00  | 3,98 | 11 / 12     | 80 / 88  | 10  |
|                         | Grupo de Cidadãos              | 265   | 6,62 / 100,00   | 1,28 | 1 / 12      | 6 / 88   | 1   |
|                         | Coligação Democrática Unitária | 259   | 6,47 / 100,00   | 3,40 | 0 / 12      | 2 / 88   | 1   |
| Votos Inválidos         | Votos Inválidos                | 668   | 16,69 / 100,00  | 1,34 |             |          |     |
| Total                   | Total                          | 4 002 | 100,00 / 100,00 |      | 12 / 12     | 88 / 88  |     |
| Eleitorado/Participação | Eleitorado/Participação        | 6 439 | 62,15 / 100,00  | 2,13 |             |          |     |

| Freguesia             | Partido Vencedor | Partido Vencedor         | %              | Mandatos |
| --------------------- | ---------------- | ------------------------ | -------------- | -------- |
| Álvaro                |                  | Partido Social Democrata | 95,98 / 100,00 | 7 / 7    |
| Amieira               |                  | Partido Social Democrata | 92,00 / 100,00 | 7 / 7    |
| Cambas                |                  | Partido Social Democrata | 89,11 / 100,00 | 7 / 7    |
| Estreito              |                  | Partido Social Democrata | 73,38 / 100,00 | 7 / 7    |
| Isna                  |                  | Partido Social Democrata | 80,97 / 100,00 | 7 / 7    |
| Madeirã               |                  | Partido Social Democrata | 72,39 / 100,00 | 7 / 7    |
| Mosteiro              |                  | Partido Social Democrata | 85,66 / 100,00 | 7 / 7    |
| Oleiros               |                  | Partido Social Democrata | 68,35 / 100,00 | 8 / 9    |
| Orvalho               |                  | Grupo de Cidadãos        | 72,60 / 100,00 | 6 / 7    |
| Sarnadas de São Simão |                  | Partido Social Democrata | 83,52 / 100,00 | 7 / 7    |
| Sobral                |                  | Partido Social Democrata | 84,85 / 100,00 | 7 / 7    |
| Vilar Barroco         |                  | Partido Social Democrata | 98,28 / 100,00 | 7 / 7    |

### Penamacor

#### Câmara Municipal
| Partido                 | Partido                        | Votos | %               | +/-  | Vereadores | +/-     |
| ----------------------- | ------------------------------ | ----- | --------------- | ---- | ---------- | ------- |
|                         | Partido Socialista             | 2 346 | 53,64 / 100,00  | 2,81 | 3 / 5      | Estável |
|                         | PSD-CDS-MPT                    | 1 709 | 39,07 / 100,00  | 4,33 | 2 / 5      | Estável |
|                         | Coligação Democrática Unitária | 124   | 2,83 / 100,00   | 0,57 | 0 / 5      | Estável |
| Votos Inválidos         | Votos Inválidos                | 195   | 4,46 / 100,00   | 0,95 |            |         |
| Total                   | Total                          | 4 374 | 100,00 / 100,00 |      | 5 / 5      |         |
| Eleitorado/Participação | Eleitorado/Participação        | 6 384 | 68,52 / 100,00  | 5,00 |            |         |

| Freguesia                | %     | %             | %    | Votantes |
| Freguesia                | PS    | PSD- CDS- MPT | CDU  | Votantes |
| ------------------------ | ----- | ------------- | ---- | -------- |
| Águas                    | 65,85 | 27,24         | 3,25 | 246      |
| Aldeia de João Pires     | 37,91 | 56,59         | 2,20 | 182      |
| Aldeia do Bispo          | 55,37 | 36,52         | 5,73 | 419      |
| Aranhas                  | 47,15 | 46,84         | 1,90 | 316      |
| Bemposta                 | 57,14 | 34,59         | 2,26 | 133      |
| Benquerença              | 62,42 | 28,66         | 2,76 | 471      |
| Meimão                   | 66,89 | 28,38         | 2,36 | 296      |
| Meimoa                   | 49,06 | 37,42         | 5,35 | 318      |
| Pedrógão de São Pedro    | 76,63 | 13,57         | 2,76 | 398      |
| Penamacor                | 40,04 | 54,62         | 1,75 | 974      |
| Salvador                 | 45,57 | 46,61         | 2,86 | 384      |
| Vale da Senhora da Póvoa | 59,07 | 37,55         | 1,27 | 237      |
| Penamacor                | 53,64 | 39,07         | 2,83 | 4 374    |

#### Assembleia Municipal
| Partido                 | Partido                        | Votos | %               | +/-  | Deputados | +/-     |
| ----------------------- | ------------------------------ | ----- | --------------- | ---- | --------- | ------- |
|                         | Partido Socialista             | 2 369 | 54,16 / 100,00  | 0,79 | 9 / 15    | Estável |
|                         | PSD-CDS-MPT                    | 1 627 | 37,20 / 100,00  | 2,94 | 6 / 15    | Estável |
|                         | Coligação Democrática Unitária | 157   | 3,59 / 100,00   | 1,19 | 0 / 15    | Estável |
| Votos Inválidos         | Votos Inválidos                | 221   | 5,06 / 100,00   | 0,95 |           |         |
| Total                   | Total                          | 4 374 | 100,00 / 100,00 |      | 15 / 15   |         |
| Eleitorado/Participação | Eleitorado/Participação        | 6 384 | 68,52 / 100,00  | 5,00 |           |         |

| Freguesia                | %     | %             | %    | Votantes |
| Freguesia                | PS    | PSD- CDS- MPT | CDU  | Votantes |
| ------------------------ | ----- | ------------- | ---- | -------- |
| Águas                    | 65,45 | 26,83         | 2,85 | 246      |
| Aldeia de João Pires     | 36,81 | 53,85         | 4,40 | 182      |
| Aldeia do Bispo          | 55,13 | 36,99         | 4,77 | 419      |
| Aranhas                  | 47,78 | 46,20         | 0,63 | 316      |
| Bemposta                 | 60,15 | 31,58         | 3,01 | 133      |
| Benquerença              | 63,69 | 26,54         | 3,61 | 471      |
| Meimão                   | 65,54 | 27,03         | 4,05 | 296      |
| Meimoa                   | 46,23 | 39,31         | 5,97 | 318      |
| Pedrógão de São Pedro    | 76,63 | 13,57         | 3,02 | 398      |
| Penamacor                | 42,51 | 50,51         | 3,08 | 974      |
| Salvador                 | 47,66 | 41,41         | 4,95 | 384      |
| Vale da Senhora da Póvoa | 57,38 | 35,86         | 2,95 | 237      |
| Penamacor                | 54,16 | 37,20         | 3,59 | 4 374    |

#### Juntas de Freguesia
| Partido                 | Partido                        | Votos | %               | +/-  | Presidentes | Mandatos | +/- |
| ----------------------- | ------------------------------ | ----- | --------------- | ---- | ----------- | -------- | --- |
|                         | Partido Socialista             | 2 285 | 52,24 / 100,00  | 2,85 | 8 / 12      | 48 / 86  | 6   |
|                         | PSD-CDS-MPT                    | 1 532 | 35,03 / 100,00  | 1,63 | 2 / 12      | 29 / 86  | 3   |
|                         | Grupo de Cidadãos              | 336   | 7,68 / 100,00   | 0,88 | 2 / 12      | 9 / 86   | 2   |
|                         | Coligação Democrática Unitária | 9     | 0,21 / 100,00   | 0,50 | 0 / 12      | 0 / 86   | 1   |
| Votos Inválidos         | Votos Inválidos                | 212   | 4,85 / 100,00   | 0,18 |             |          |     |
| Total                   | Total                          | 4 374 | 100,00 / 100,00 |      | 12 / 12     | 86 / 86  |     |
| Eleitorado/Participação | Eleitorado/Participação        | 6 384 | 68,52 / 100,00  | 5,00 |             |          |     |

| Freguesia                | Partido Vencedor | Partido Vencedor   | %              | Mandatos |
| ------------------------ | ---------------- | ------------------ | -------------- | -------- |
| Águas                    |                  | Grupo de Cidadãos  | 69,92 / 100,00 | 5 / 7    |
| Aldeia de João Pires     |                  | PSD-CDS-MPT        | 59,89 / 100,00 | 4 / 7    |
| Aldeia do Bispo          |                  | Partido Socialista | 63,48 / 100,00 | 5 / 7    |
| Aranhas                  |                  | PSD-CDS-MPT        | 52,85 / 100,00 | 4 / 7    |
| Bemposta                 |                  | Partido Socialista | 61,65 / 100,00 | 5 / 7    |
| Benquerença              |                  | Partido Socialista | 72,61 / 100,00 | 6 / 7    |
| Meimão                   |                  | Partido Socialista | 67,57 / 100,00 | 5 / 7    |
| Meimoa                   |                  | Grupo de Cidadãos  | 51,57 / 100,00 | 4 / 7    |
| Pedrógão de São Pedro    |                  | Partido Socialista | 87,94 / 100,00 | 7 / 7    |
| Penamacor                |                  | Partido Socialista | 49,08 / 100,00 | 5 / 9    |
| Salvador                 |                  | Partido Socialista | 54,95 / 100,00 | 4 / 7    |
| Vale da Senhora da Póvoa |                  | Partido Socialista | 62,87 / 100,00 | 5 / 7    |

### Proença-a-Nova

#### Câmara Municipal
| Partido                 | Partido                        | Votos | %               | +/-   | Vereadores | +/-     |
| ----------------------- | ------------------------------ | ----- | --------------- | ----- | ---------- | ------- |
|                         | Partido Socialista             | 4 632 | 76,56 / 100,00  | 18,39 | 4 / 5      | 1       |
|                         | Partido Social Democrata       | 1 098 | 18,15 / 100,00  | 14,53 | 1 / 5      | 1       |
|                         | CDS – Partido Popular          | 95    | 1,57 / 100,00   | 2,51  | 0 / 5      | Estável |
|                         | Coligação Democrática Unitária | 39    | 0,64 / 100,00   | 0,32  | 0 / 5      | Estável |
| Votos Inválidos         | Votos Inválidos                | 186   | 3,07 / 100,00   | 0,04  |            |         |
| Total                   | Total                          | 6 050 | 100,00 / 100,00 |       | 5 / 5      |         |
| Eleitorado/Participação | Eleitorado/Participação        | 8 700 | 69,54 / 100,00  | 4,22  |            |         |

| Freguesia            | %     | %     | %    | %    | Votantes |
| Freguesia            | PS    | PSD   | CDS  | CDU  | Votantes |
| -------------------- | ----- | ----- | ---- | ---- | -------- |
| Alvito da Beira      | 85,41 | 10,64 | 1,82 | 0    | 329      |
| Montes da Senhora    | 60,22 | 31,85 | 1,58 | 1,11 | 631      |
| Peral                | 85,19 | 7,04  | 1,48 | 1,48 | 540      |
| Proença-a-Nova       | 82,84 | 12,88 | 1,49 | 0,44 | 2 757    |
| São Pedro do Esteval | 79,71 | 15,37 | 1,64 | 0,82 | 488      |
| Sobreira Formosa     | 64,21 | 30,19 | 1,69 | 0,61 | 1 305    |
| Proença-a-Nova       | 76,56 | 18,15 | 1,57 | 0,64 | 6 050    |

#### Assembleia Municipal
| Partido                 | Partido                        | Votos | %               | +/-   | Deputados | +/-     |
| ----------------------- | ------------------------------ | ----- | --------------- | ----- | --------- | ------- |
|                         | Partido Socialista             | 4 328 | 71,54 / 100,00  | 15,98 | 12 / 15   | 3       |
|                         | Partido Social Democrata       | 1 299 | 21,47 / 100,00  | 12,26 | 3 / 15    | 3       |
|                         | CDS – Partido Popular          | 140   | 2,31 / 100,00   | 1,36  | 0 / 15    | Estável |
|                         | Coligação Democrática Unitária | 88    | 1,45 / 100,00   | 0,53  | 0 / 15    | Estável |
| Votos Inválidos         | Votos Inválidos                | 195   | 3,22 / 100,00   | 0,06  |           |         |
| Total                   | Total                          | 6 050 | 100,00 / 100,00 |       | 5 / 5     |         |
| Eleitorado/Participação | Eleitorado/Participação        | 8 700 | 69,54 / 100,00  | 4,22  |           |         |

| Freguesia            | %     | %     | %    | %    | Votantes |
| Freguesia            | PS    | PSD   | CDS  | CDU  | Votantes |
| -------------------- | ----- | ----- | ---- | ---- | -------- |
| Alvito da Beira      | 84,19 | 11,25 | 2,43 | 0    | 329      |
| Montes da Senhora    | 52,14 | 36,93 | 1,90 | 3,49 | 631      |
| Peral                | 81,30 | 8,70  | 3,15 | 2,41 | 540      |
| Proença-a-Nova       | 78,56 | 15,27 | 2,47 | 0,87 | 2 757    |
| São Pedro do Esteval | 75,20 | 17,42 | 1,23 | 3,69 | 488      |
| Sobreira Formosa     | 57,47 | 36,48 | 2,22 | 0,84 | 1 305    |
| Proença-a-Nova       | 71,54 | 21,47 | 2,31 | 1,45 | 6 050    |

#### Juntas de Freguesia
| Partido                 | Partido                        | Votos | %               | +/-   | Presidentes | Mandatos | +/-     |
| ----------------------- | ------------------------------ | ----- | --------------- | ----- | ----------- | -------- | ------- |
|                         | Partido Socialista             | 3 898 | 64,43 / 100,00  | 24,68 | 4 / 6       | 32 / 46  | 17      |
|                         | Partido Social Democrata       | 1 670 | 27,60 / 100,00  | 8,91  | 2 / 6       | 11 / 46  | 12      |
|                         | Grupo de Cidadãos              | 247   | 4,08 / 100,00   | 8,17  | 0 / 6       | 3 / 46   | 5       |
|                         | Coligação Democrática Unitária | 56    | 0,93 / 100,00   | 0,45  | 0 / 6       | 0 / 46   | Estável |
| Votos Inválidos         | Votos Inválidos                | 179   | 2,96 / 100,00   | 0,32  |             |          |         |
| Total                   | Total                          | 6 050 | 100,00 / 100,00 |       | 6 / 6       | 46 / 46  |         |
| Eleitorado/Participação | Eleitorado/Participação        | 8 700 | 69,54 / 100,00  | 4,22  |             |          |         |

| Freguesia            | Partido Vencedor | Partido Vencedor         | %              | Mandatos |
| -------------------- | ---------------- | ------------------------ | -------------- | -------- |
| Alvito da Beira      |                  | Partido Socialista       | 85,41 / 100,00 | 7 / 7    |
| Montes da Senhora    |                  | Partido Social Democrata | 52,61 / 100,00 | 4 / 7    |
| Peral                |                  | Partido Socialista       | 49,81 / 100,00 | 4 / 7    |
| Proença-a-Nova       |                  | Partido Socialista       | 77,80 / 100,00 | 8 / 9    |
| São Pedro do Esteval |                  | Partido Socialista       | 75,41 / 100,00 | 6 / 7    |
| Sobreira Formosa     |                  | Partido Social Democrata | 54,25 / 100,00 | 4 / 7    |

### Sertã

#### Câmara Municipal
| Partido                 | Partido                        | Votos  | %               | +/-   | Vereadores | +/-     |
| ----------------------- | ------------------------------ | ------ | --------------- | ----- | ---------- | ------- |
|                         | Partido Social Democrata       | 5 383  | 50,91 / 100,00  | 13,10 | 4 / 7      | 1       |
|                         | Partido Socialista             | 3 833  | 36,25 / 100,00  | 15,48 | 3 / 7      | 1       |
|                         | CDS – Partido Popular          | 811    | 7,67 / 100,00   | 2,71  | 0 / 7      | Estável |
|                         | Bloco de Esquerda              | 171    | 1,62 / 100,00   | 0,31  | 0 / 7      | Estável |
|                         | Coligação Democrática Unitária | 66     | 0,62 / 100,00   | 0,26  | 0 / 7      | Estável |
| Votos Inválidos         | Votos Inválidos                | 309    | 2,92 / 100,00   | 0,92  |            |         |
| Total                   | Total                          | 10 573 | 100,00 / 100,00 |       | 7 / 7      |         |
| Eleitorado/Participação | Eleitorado/Participação        | 15 436 | 68,50 / 100,00  | 0,17  |            |         |

| Freguesia             | %     | %     | %     | %    | %    | Votantes |
| Freguesia             | PSD   | PS    | CDS   | BE   | CDU  | Votantes |
| --------------------- | ----- | ----- | ----- | ---- | ---- | -------- |
| Cabeçudo              | 42,18 | 45,31 | 5,51  | 2,98 | 0,89 | 671      |
| Carvalhal             | 47,18 | 42,73 | 2,97  | 1,19 | 0,89 | 337      |
| Castelo               | 55,00 | 37,06 | 2,50  | 2,21 | 0    | 680      |
| Cernache do Bonjardim | 54,50 | 34,40 | 6,27  | 1,59 | 0,72 | 1 945    |
| Cumeada               | 52,91 | 27,70 | 14,13 | 1,11 | 0,83 | 361      |
| Ermida                | 40,51 | 17,44 | 37,44 | 1,03 | 0,51 | 195      |
| Figueiredo            | 73,80 | 19,79 | 3,21  | 0    | 0    | 187      |
| Marmeleiro            | 29,79 | 10,21 | 58,30 | 0    | 0    | 235      |
| Nesperal              | 45,53 | 49,36 | 1,70  | 0,43 | 0,43 | 235      |
| Palhais               | 51,18 | 37,80 | 2,36  | 1,97 | 3,15 | 254      |
| Pedrógão Pequeno      | 40,41 | 45,08 | 10,88 | 0,86 | 0    | 579      |
| Sertã                 | 52,03 | 37,27 | 5,20  | 2,04 | 0,64 | 3 579    |
| Troviscal             | 56,09 | 31,88 | 5,86  | 0,75 | 0,45 | 665      |
| Várzea dos Cavaleiros | 49,69 | 38,46 | 9,23  | 0,92 | 0,62 | 650      |
| Sertã                 | 50,91 | 36,25 | 7,67  | 1,62 | 0,62 | 10 573   |

#### Assembleia Municipal
| Partido                 | Partido                        | Votos  | %               | +/-   | Deputados | +/-     |
| ----------------------- | ------------------------------ | ------ | --------------- | ----- | --------- | ------- |
|                         | Partido Social Democrata       | 5 306  | 50,18 / 100,00  | 9,76  | 11 / 21   | 2       |
|                         | Partido Socialista             | 3 542  | 33,50 / 100,00  | 11,57 | 8 / 21    | 3       |
|                         | CDS – Partido Popular          | 997    | 9,43 / 100,00   | 2,44  | 2 / 21    | 1       |
|                         | Bloco de Esquerda              | 262    | 2,48 / 100,00   | 0,07  | 0 / 21    | Estável |
|                         | Coligação Democrática Unitária | 94     | 0,89 / 100,00   | 0,28  | 0 / 21    | Estável |
| Votos Inválidos         | Votos Inválidos                | 372    | 3,52 / 100,00   | 0,85  |           |         |
| Total                   | Total                          | 10 573 | 100,00 / 100,00 |       | 21 / 21   |         |
| Eleitorado/Participação | Eleitorado/Participação        | 15 436 | 68,50 / 100,00  | 0,17  |           |         |

| Freguesia             | %     | %     | %     | %    | %    | Votantes |
| Freguesia             | PSD   | PS    | CDS   | BE   | CDU  | Votantes |
| --------------------- | ----- | ----- | ----- | ---- | ---- | -------- |
| Cabeçudo              | 39,05 | 44,71 | 7,60  | 4,62 | 0,45 | 671      |
| Carvalhal             | 46,59 | 40,06 | 5,04  | 1,78 | 1,78 | 337      |
| Castelo               | 56,76 | 33,97 | 2,65  | 1,91 | 0,29 | 680      |
| Cernache do Bonjardim | 55,63 | 27,40 | 9,31  | 2,83 | 1,23 | 1 945    |
| Cumeada               | 53,74 | 24,93 | 15,51 | 2,22 | 0,28 | 361      |
| Ermida                | 42,05 | 11,28 | 43,59 | 0,51 | 0    | 195      |
| Figueiredo            | 75,40 | 17,65 | 2,67  | 0    | 0    | 187      |
| Marmeleiro            | 31,49 | 8,94  | 57,45 | 0,43 | 0    | 235      |
| Nesperal              | 46,81 | 46,81 | 2,55  | 0,43 | 0,43 | 235      |
| Palhais               | 51,18 | 33,46 | 5,51  | 1,97 | 3,15 | 254      |
| Pedrógão Pequeno      | 38,86 | 42,83 | 11,74 | 1,90 | 0,35 | 579      |
| Sertã                 | 49,73 | 36,27 | 6,62  | 3,19 | 1,03 | 3 579    |
| Troviscal             | 55,04 | 30,68 | 6,62  | 1,35 | 0,60 | 665      |
| Várzea dos Cavaleiros | 48,77 | 35,69 | 12,31 | 1,08 | 0,92 | 650      |
| Sertã                 | 50,18 | 33,50 | 9,43  | 2,48 | 0,89 | 10 573   |

#### Juntas de Freguesia
| Partido                 | Partido                        | Votos  | %               | +/-  | Presidentes | Mandatos  | +/-     |
| ----------------------- | ------------------------------ | ------ | --------------- | ---- | ----------- | --------- | ------- |
|                         | Partido Social Democrata       | 5 089  | 48,13 / 100,00  | 0,35 | 10 / 14     | 56 / 110  | 7       |
|                         | Partido Socialista             | 3 535  | 33,43 / 100,00  | 3,05 | 2 / 14      | 31 / 110  | Estável |
|                         | CDS – Partido Popular          | 1 318  | 12,47 / 100,00  | 2,67 | 2 / 14      | 20 / 110  | 6       |
|                         | Grupo de Cidadãos              | 131    | 1,24 / 100,00   | -    | 0 / 14      | 3 / 110   | -       |
|                         | Coligação Democrática Unitária | 85     | 0,80 / 100,00   | 0,04 | 0 / 14      | 0 / 110   | Estável |
|                         | Bloco de Esquerda              | 34     | 0,32 / 100,00   | -    | 0 / 14      | 0 / 110   | -       |
| Votos Inválidos         | Votos Inválidos                | 381    | 3,60 / 100,00   | 0,88 |             |           |         |
| Total                   | Total                          | 10 573 | 100,00 / 100,00 |      | 14 / 14     | 110 / 110 | 2       |
| Eleitorado/Participação | Eleitorado/Participação        | 15 436 | 68,50 / 100,00  | 0,17 |             |           |         |

| Freguesia             | Partido Vencedor | Partido Vencedor         | %              | Mandatos |
| --------------------- | ---------------- | ------------------------ | -------------- | -------- |
| Cabeçudo              |                  | Partido Social Democrata | 33,83 / 100,00 | 3 / 7    |
| Carvalhal             |                  | Partido Socialista       | 50,15 / 100,00 | 4 / 7    |
| Castelo               |                  | Partido Social Democrata | 63,68 / 100,00 | 6 / 9    |
| Cernache do Bonjardim |                  | Partido Social Democrata | 59,43 / 100,00 | 6 / 9    |
| Cumeada               |                  | Partido Social Democrata | 52,08 / 100,00 | 4 / 7    |
| Ermida                |                  | CDS – Partido Popular    | 85,64 / 100,00 | 7 / 7    |
| Figueiredo            |                  | Partido Social Democrata | 91,98 / 100,00 | 7 / 7    |
| Marmeleiro            |                  | CDS – Partido Popular    | 65,11 / 100,00 | 5 / 7    |
| Nesperal              |                  | Partido Social Democrata | 49,36 / 100,00 | 4 / 7    |
| Palhais               |                  | Partido Social Democrata | 70,87 / 100,00 | 5 / 7    |
| Pedrógão Pequeno      |                  | Partido Socialista       | 43,52 / 100,00 | 3 / 7    |
| Sertã                 |                  | Partido Social Democrata | 45,49 / 100,00 | 6 / 13   |
| Troviscal             |                  | Partido Social Democrata | 51,73 / 100,00 | 5 / 9    |
| Várzea dos Cavaleiros |                  | Partido Social Democrata | 41,69 / 100,00 | 3 / 7    |

### Vila de Rei

#### Câmara Municipal
| Partido                 | Partido                        | Votos | %               | +/-   | Vereadores | +/-     |
| ----------------------- | ------------------------------ | ----- | --------------- | ----- | ---------- | ------- |
|                         | Partido Social Democrata       | 1 405 | 61,09 / 100,00  | 1,48  | 4 / 5      | Estável |
|                         | Partido Socialista             | 430   | 18,70 / 100,00  | 12,46 | 1 / 5      | 1       |
|                         | CDS – Partido Popular          | 233   | 10,13 / 100,00  | 12,98 | 0 / 5      | 1       |
|                         | Coligação Democrática Unitária | 99    | 4,30 / 100,00   | 1,99  | 0 / 5      | Estável |
| Votos Inválidos         | Votos Inválidos                | 133   | 5,78 / 100,00   | 0,03  |            |         |
| Total                   | Total                          | 2 300 | 100,00 / 100,00 |       | 5 / 5      |         |
| Eleitorado/Participação | Eleitorado/Participação        | 3 175 | 72,44 / 100,00  | 4,24  |            |         |

| Freguesia        | %     | %     | %     | %    | Votantes |
| Freguesia        | PSD   | PS    | CDS   | CDU  | Votantes |
| ---------------- | ----- | ----- | ----- | ---- | -------- |
| Fundada          | 69,75 | 15,13 | 5,88  | 5,46 | 476      |
| São João do Peso | 60,50 | 22,69 | 9,24  | 2,52 | 119      |
| Vila de Rei      | 58,71 | 19,41 | 11,38 | 4,11 | 1 705    |
| Vila de Rei      | 61,09 | 18,70 | 10,13 | 4,30 | 2 300    |

#### Assembleia Municipal
| Partido                 | Partido                        | Votos | %               | +/-     | Deputados | +/-     |
| ----------------------- | ------------------------------ | ----- | --------------- | ------- | --------- | ------- |
|                         | Partido Social Democrata       | 1 347 | 58,57 / 100,00  | 0,59    | 10 / 15   | Estável |
|                         | Partido Socialista             | 404   | 17,57 / 100,00  | 10,07   | 3 / 15    | 2       |
|                         | CDS – Partido Popular          | 307   | 13,35 / 100,00  | 11,10   | 2 / 15    | 2       |
|                         | Coligação Democrática Unitária | 89    | 3,87 / 100,00   | 1,64    | 0 / 15    | Estável |
| Votos Inválidos         | Votos Inválidos                | 153   | 6,65 / 100,00   | Estável |           |         |
| Total                   | Total                          | 2 300 | 100,00 / 100,00 |         | 15 / 15   |         |
| Eleitorado/Participação | Eleitorado/Participação        | 3 175 | 72,44 / 100,00  | 4,24    |           |         |

| Freguesia        | %     | %     | %     | %    | Votantes |
| Freguesia        | PSD   | PS    | CDS   | CDU  | Votantes |
| ---------------- | ----- | ----- | ----- | ---- | -------- |
| Fundada          | 68,91 | 14,29 | 7,56  | 5,46 | 476      |
| São João do Peso | 63,03 | 21,85 | 8,40  | 2,52 | 119      |
| Vila de Rei      | 55,37 | 18,18 | 15,31 | 3,52 | 1 705    |
| Vila de Rei      | 58,57 | 17,57 | 13,35 | 3,87 | 2 300    |

#### Juntas de Freguesia
| Partido                 | Partido                        | Votos | %               | +/-   | Presidentes | Mandatos | +/- |
| ----------------------- | ------------------------------ | ----- | --------------- | ----- | ----------- | -------- | --- |
|                         | Partido Social Democrata       | 1 217 | 52,91 / 100,00  | 0,54  | 3 / 3       | 18 / 23  | 2   |
|                         | Partido Socialista             | 462   | 20,09 / 100,00  | 12,14 | 0 / 3       | 3 / 23   | 2   |
|                         | CDS – Partido Popular          | 264   | 11,48 / 100,00  | 19,30 | 0 / 3       | 1 / 23   | 5   |
|                         | Coligação Democrática Unitária | 176   | 7,65 / 100,00   | 6,31  | 0 / 3       | 1 / 23   | 1   |
| Votos Inválidos         | Votos Inválidos                | 181   | 7,87 / 100,00   | 1,38  |             |          |     |
| Total                   | Total                          | 2 300 | 100,00 / 100,00 |       | 3 / 3       | 23 / 23  |     |
| Eleitorado/Participação | Eleitorado/Participação        | 3 175 | 72,44 / 100,00  | 4,24  |             |          |     |

| Freguesia        | Partido Vencedor | Partido Vencedor         | %              | Mandatos |
| ---------------- | ---------------- | ------------------------ | -------------- | -------- |
| Fundada          |                  | Partido Social Democrata | 70,80 / 100,00 | 6 / 7    |
| São João do Peso |                  | Partido Social Democrata | 81,51 / 100,00 | 7 / 7    |
| Vila de Rei      |                  | Partido Social Democrata | 45,92 / 100,00 | 5 / 9    |

### Vila Velha de Ródão

#### Câmara Municipal
| Partido                 | Partido                        | Votos | %               | +/-  | Vereadores | +/-     |
| ----------------------- | ------------------------------ | ----- | --------------- | ---- | ---------- | ------- |
|                         | Partido Socialista             | 1 694 | 61,02 / 100,00  | 4,07 | 3 / 5      | Estável |
|                         | Partido Social Democrata       | 888   | 31,99 / 100,00  | 2,38 | 2 / 5      | Estável |
|                         | Coligação Democrática Unitária | 87    | 3,13 / 100,00   | 1,01 | 0 / 5      | Estável |
|                         | CDS – Partido Popular          | 40    | 1,44 / 100,00   | -    | 0 / 5      | -       |
| Votos Inválidos         | Votos Inválidos                | 67    | 2,41 / 100,00   | 2,14 |            |         |
| Total                   | Total                          | 2 776 | 100,00 / 100,00 |      | 5 / 5      |         |
| Eleitorado/Participação | Eleitorado/Participação        | 3 605 | 77,00 / 100,00  | 0,96 |            |         |

| Freguesia           | %     | %     | %    | %    | Votantes |
| Freguesia           | PS    | PSD   | CDU  | CDS  | Votantes |
| ------------------- | ----- | ----- | ---- | ---- | -------- |
| Fratel              | 64,37 | 28,17 | 2,99 | 0,93 | 536      |
| Perais              | 56,29 | 38,44 | 2,06 | 1,14 | 437      |
| Sarnadas de Ródão   | 51,83 | 41,10 | 2,51 | 1,83 | 438      |
| Vila Velha de Ródão | 64,18 | 28,50 | 3,74 | 1,61 | 1 365    |
| Vila Velha de Ródão | 61,02 | 31,99 | 3,13 | 1,44 | 2 776    |

#### Assembleia Municipal
| Partido                 | Partido                        | Votos | %               | +/-  | Deputados | +/-     |
| ----------------------- | ------------------------------ | ----- | --------------- | ---- | --------- | ------- |
|                         | Partido Socialista             | 1 610 | 58,00 / 100,00  | 2,23 | 10 / 15   | 1       |
|                         | Partido Social Democrata       | 904   | 32,56 / 100,00  | 1,19 | 5 / 15    | Estável |
|                         | Coligação Democrática Unitária | 139   | 5,01 / 100,00   | 0,95 | 0 / 15    | 1       |
|                         | CDS – Partido Popular          | 46    | 1,66 / 100,00   | -    | 0 / 15    | -       |
| Votos Inválidos         | Votos Inválidos                | 77    | 2,77 / 100,00   | 1,75 |           |         |
| Total                   | Total                          | 2 776 | 100,00 / 100,00 |      | 15 / 15   |         |
| Eleitorado/Participação | Eleitorado/Participação        | 3 605 | 77,00 / 100,00  | 0,96 |           |         |

| Freguesia           | %     | %     | %    | %    | Votantes |
| Freguesia           | PS    | PSD   | CDU  | CDS  | Votantes |
| ------------------- | ----- | ----- | ---- | ---- | -------- |
| Fratel              | 61,19 | 30,22 | 4,66 | 1,31 | 536      |
| Perais              | 56,29 | 39,13 | 1,60 | 0,92 | 437      |
| Sarnadas de Ródão   | 48,86 | 42,24 | 4,11 | 1,60 | 438      |
| Vila Velha de Ródão | 60,22 | 28,28 | 6,52 | 2,05 | 1 365    |
| Vila Velha de Ródão | 58,00 | 32,56 | 5,01 | 1,66 | 2 776    |

#### Juntas de Freguesia
| Partido                 | Partido                        | Votos | %               | +/-  | Presidentes | Mandatos | +/-     |
| ----------------------- | ------------------------------ | ----- | --------------- | ---- | ----------- | -------- | ------- |
|                         | Partido Socialista             | 1 629 | 58,68 / 100,00  | 2,39 | 4 / 4       | 19 / 30  | 1       |
|                         | Partido Social Democrata       | 951   | 34,26 / 100,00  | 2,10 | 0 / 4       | 11 / 30  | Estável |
|                         | Coligação Democrática Unitária | 127   | 4,57 / 100,00   | 2,77 | 0 / 4       | 0 / 30   | 1       |
| Votos Inválidos         | Votos Inválidos                | 69    | 2,48 / 100,00   | 1,73 |             |          |         |
| Total                   | Total                          | 2 776 | 100,00 / 100,00 |      | 4 / 4       | 30 / 30  |         |
| Eleitorado/Participação | Eleitorado/Participação        | 3 605 | 77,00 / 100,00  | 0,96 |             |          |         |

| Freguesia           | Partido Vencedor | Partido Vencedor   | %              | Mandatos |
| ------------------- | ---------------- | ------------------ | -------------- | -------- |
| Fratel              |                  | Partido Socialista | 61,01 / 100,00 | 5 / 7    |
| Perais              |                  | Partido Socialista | 54,46 / 100,00 | 4 / 7    |
| Sarnadas de Ródão   |                  | Partido Socialista | 48,17 / 100,00 | 4 / 7    |
| Vila Velha de Ródão |                  | Partido Socialista | 62,49 / 100,00 | 6 / 9    |